# تحریم نفت ایران
تحریم نفت ایران اقدامی است که نخستین بار از سوی بریتانیا و در پاسخ به ملی شدن صنعت نفت ایران به سال ۱۳۲۹ شمسی صورت گرفت. پس از آن در سال ۲۰۱۲ برخی از کشورهای جهان به رهبری ایالات متحده به منظور جلوگیری یا محدود کردن برنامه هسته‌ای ایران تحریم نفتی جدیدی بر علیه ایران اعمال کردند. کشورهای تحریم‌کننده هدف خود از این تحریم‌ها را محروم کردن این کشور از درآمدهای نفتی و وادار کردن آن به همکاری با جامعه جهانی برای بر طرف کردن ابهامات دربارهٔ برنامه احتمالی هسته‌ای نظامیش می‌دانند. این تحریم‌ها با ابزارهایی مستقیمی، همچون تحریم خرید یا خریداران، و نامستقیمی، همچون تحریم بیمه‌ای کشتی‌های نفتکش یا تحریم بانکی، اعمال و با هدف انصراف خریداران نفت این کشور و رو کردن آن‌ها به دیگر عرضه‌کنندگان این کالا انجام می‌شوند.
در پی این تحریم‌ها و کم شدن خرید نفت از ایران به دلیل تلاش کشورهای خریدار برای جایگزین کردن نفت این کشور با نفت دیگر تولیدکننده‌ها، صادرات نفت ایران در ماه مارس ۲۰۱۲ به زیر ۲ میلیون بشکه در روز رسید. این در حالی است که سازمان بین‌المللی انرژی پیش‌بینی کرده‌است که تا اواسط سال ۲۰۱۲ میلادی، صادرات نفت ایران ۴۰ درصد کاهش میابد. این تحلیل با پیش‌بینی‌های دیگر شرکت‌های انرژی مبنی بر کاهش ۱ میلیون بشکه‌ای تولید نفت ایران تا ماه ژوئن ۲۰۱۲، مطابقت می‌کند.
در فوریه ۲۰۲۳ دویچه وله طی گزارشی در مورد افزایش صادرات نفت ایران مدعی شد فشار بر ایران برای واشینگتن هزینه دیپلماتیک دارد و در نهایت منجر به افزایش قیمت نفت خواهد شد.

## تحریم‌های ایالات متحده و اتحادیه اروپا
تحریم‌های شدید ایالات متحده پس از امضای قانون بودجه دفاعی این کشور، که پیشتر در دو مجلس سنا و کنگره به تصویب رسیده بود، در واپسین روز سال ۲۰۱۱ توسط باراک اوباما برقرار شدند. این قانون داد و ستد با بانک مرکزی ایران را زیر مجازات‌های آمریکا قرار می‌داد و درآمدهای نفتی این کشور را هدف می‌گرفت.
در ۳۱ مارس ۲۰۱۲ و پس از آنکه کشورهای عمده تولیدکننده نفت به درخواست کشورهای غربی تولید خود را در سه ماه نخست سال افزایش دادند و توافق‌هایی میان ایالات متحده و دیگر کشورهای بزرگ مصرف‌کننده برای استفاده از ذخایر استراتژیک نفت صورت گرفت، رئیس‌جمهور آمریکا اعلام کرد که نفت به اندازه کافی در بازار جهانی وجود دارد و می‌توان طرح تحریم خرید نفت از ایران را به اجرا گذاشت. در همین رابطه سناتور رابرت منندز یکی از تهیه‌کنندگان قانون تحریم ایران گفت:
امروز به کشورهایی که از ایران نفت و مشتقات آن را وارد می‌کنند یادآوری کردیم که سه ماه فرصت دارند یا واردات خود را به میزان قابل توجهی کاهش دهند یا ریسک تحریم موسسات مالی خود را بپذیرند
با امضای قانون تحریم نفت ایران توسط رئیس‌جمهور آمریکا، اداره اطلاعات انرژی آمریکا موظف شده در دوره‌های دوماهه گزارشی از وضعیت بازار ارائه دهد. طبق گزارش مارس و آوریل این اداره، در حال حاضر به میزان پانصد هزار بشکه عرضه مازاد در بازار وجود دارد که برای خریداران آزادی عمل ایجاد می‌کند.
ایران معتقد است این گزارش سیاسی است.

## ابزارها

### قطع دسترسی به پرداخت پول و همکاری بانکی

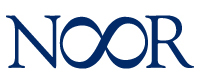
بانک اسلامی نور بزرگترین منتقل‌کننده پول نفت ایران به این کشور بود

از جمله روش‌های نامستقیم تحریم نفتی ایران، تلاش برای قطع کردن ارتباط بانکی این کشور با جهان بوده تا پرداخت پول از سوی خریداران نفت را با مشکل مواجه سازد و آن‌ها را به کاهش وابستگی به نفت ایران متمایل کند. بانک اسلامی نور که بزرگترین منتقل‌کنندهٔ پول نفت ایران به این کشور از راه امارات بود، ارتباط خود با این کشور را از ماه دسامبر ۲۰۱۱ قطع کرد.
با اعلام شرکت سوئیفت مبنی بر قطع همکاری با طرف‌ها و بانک‌های ایرانی در ماه مارس ۲۰۱۲، نقل و انتقالات پولی بانک‌های ایرانی با خارج از کشور از راه‌های رسمی ناممکن شد. این درحالی بود که نزدیک به ۸۹ درصد از تجارت خارجی ایران از راه این شبکه بانکی انجام می‌شد. با قطع دسترسی ایران به سامانه مالی جهان، این کشور تصمیم گرفت تا در معاملات نفتی خود از روش پایاپای (در برابر کالاهای ساخت کشور خریدار نفت) یا با پرداخت ارزهایی جز دلار و نیز دریافت طلا استفاده کند.
ایالات متحده آمریکا ممکن است هند را به دلیل برنامه آن کشور برای کم کردن ۲۰٪ از واردات نفت خود از ایران از تحریم معاف کند. پیش از این نیز دولت آمریکا ژاپن و اتحادیه اروپا را به دلیل عملکردشان در کم کردن واردات نفت از ایران از تحریم بانکی معاف کرده بود. این معافیت به مدت شش ماه و قابل بازنگری است.
شرکت شل در ۲۶ مارس اعلام کرد که پرداخت بدهی ۱ میلیارد دلاری آن به ایران بابت خرید ۸ میلیون بشکه نفت به دلیل عدم دسترسی به روش‌های بانکی موجود «تقریباً ناممکن» شده‌است.

### تحریم شرکت‌های فنی و سرمایه‌گذاری در صنعت نفت
جلوگیری از همکاری شرکت‌های نفتی با ایران و عدم سرمایه‌گذاری آن‌ها در طرح‌های صنعت نفت این کشور در کنار عوامل دیگری چون عمر بالای چاه‌ها و فرسودگی تجهیزات، باعث کاهش تدریجی تولید نفت ایران شده‌اند.

### شرکت‌های بیمه و نفتکش
تحریم‌های اتحادیه اروپا بر شرکت‌های بیمه طرف قرارداد با ایران و نیز شرکت‌های کشتیرانی که نفت این کشور را جابجا می‌کنند سبب مشکلاتی در ترابری این کالا و شرکت‌های مرتبط با آن در ژاپن و چین شده‌است. اتحادیه اروپا با به تعویق انداختن سه‌ماهه تحریم شرکت‌های بیمه‌گر کشتیهای نفتکش از مبدأ ایران، آن را به یکم ژوئن سال جاری موکول کرد. تقریباً تمامی شرکت‌های بیمه‌گر نفتکشها از قوانین اتحادیه اروپا پیروی می‌کنند.
مجموعه بیمه «پی اند آی کلاب»، بزرگترین شرکت ارائه دهنده خدمات بیمه کشتی در چین، اعلام کرد که از ماه ژوئیه از ارائه خدمات به کشتی‌های حامل نفت جمهوری اسلامی خودداری خواهد کرد.

#### شرکت ملی نفتکش
شرکت ملی نفت‌کش ایران سال ۲۰۱۲ در فهرست تحریم اتحادیه اروپا قرار گرفت اما ژوئیه ۲۰۱۴ دادگاه عمومی اروپا با شکایت ایران، رای به لغو این تحریم‌ها داد. اتحادیه اروپا مجدداً در فوریه ۲۰۱۵ «شواهد تازه‌ای» علیه شرکت ملی نفتکش ارائه داد تا این شرکت را به فهرست تحریم‌ها برگرداند. شرکت ملی نفتکش ایران برای جلوگیری از تحریم دوباره خود به مراجع قضایی انگلیس مراجعه کرد اما این مراجع به نفع تحریم دوباره این شرکت رای دادند و اینچنین اتحادیه اروپا، شرکت ملی نفتکش ایران را دوباره در فهرست تحریم‌های خود قرار داد.

#### توقیف نفتکش ها
یکی دیگر از ابزارهای امریکا، توقیف نفتکش های حامل نفت ایران است. همین امر موجب شده است تا ایران نیز اقدامات تلافی‌جویانه مشابه ای را در خلیج فارس و دریای عمان شکل دهد و نفتکش های وابسته به امریکا را توقیف کند.
به نوشته وال استریت ژورنال در سواحل گالوستون شرکت‌هایی که کار تخلیه نفت‌کش‌ها را انجام می‌دهند، از بیم اقدامات تلافی‌جویانه ایران؛ تمایلی برای تخلیه نفت ضبط شده ایران ندارند.

## کشورهای خریدار

### اتحادیه اروپا
در تاریخ ۲۳ ژانویه، اتحادیه اروپا تصمیم به تحریم نفت ایران گرفت. بدین صورت که با پایان یافتن قراردادهای سالانه شرکت‌های نفتی اروپایی با ایران، اقدام به تمدید این قراردادها نخواهند کرد؛ و تا پایان ژوئن ۲۰۱۲ حجم واردات نفت خام اروپا از ایران به صفر خواهد رسید.
پالایشگاه‌های یونان به دلیل ناتوانی در پرداخت پول، خرید نفت ایران را پیش از به پایان رسیدن مهلت مقرر از سوی اتحادیه اروپا قطع کردند. واردات نفت یونان از ایران نیز در ماه آوریل ۲۰۱۲ به کلی قطع شد.
بنا بر گزارش کمیته ذخایر راهبردی هیدروکربنی (CORES)، اسپانیا در خرید نفت خود از ایران در دوره زمانی دسامبر ۲۰۱۱ تا ژانویه ۲۰۱۲ کاهشی ۳۱ درصدی اعمال کرده و در عوض خرید از عراق و نیجریه را افزایش داده‌است. اندکی پس از انتشار این گزارش، وزارت خارجه این کشور اعلام کرد که خرید نفت ایران را از پایان ماه فوریه به کل قطع کرده‌است.

### ژاپن
ژاپن از خریداران عمده نفت ایران در قاره آسیا به‌شمار می‌رود اما در پی تحریم‌های آمریکا واردات نفت خود از ایران را در سال ۲۰۱۲ به میزان ۳۳ درصد نسبت به سال پیش از آن کاهش داد. در پی قول این کشور به آمریکا برای آنکه به جای قطع فوری واردات آن را به تدریج کاهش دهد، این کشور از تحریم‌های ایالات متحده معاف شد. در مارس اعلام شد که نیپون، بزرگترین شرکت پالایشگاهی ژاپن، قرار داد خرید روزانه ۱۰٬۰۰۰ بشکه نفت خود از ایران را با این کشور تمدید نکرد.
واردات نفت ژاپن در ماه آوریل در مقایسه با دو ماه آغازین سال میلادی نزدیک به ۸۰ درصد کاهش یافته‌است. بدین صورت، کاهش خرید نفت از سوی ژاپن به میزان ۲۵۰٬۰۰۰ بشکه در روز خواهد بود.
آخرین آمار تجاری ژاپن در ۳۰ مه ۲۰۱۲ نشان داد که ژاپن در ماه آوریل معادل ۱۱۸۴۵۰ بشکه در روز نفت از ایران وارد کرد که نسبت به میزان واردات ماه قبلی (مارس) ۶۵٫۵ درصد کمتر بوده‌است. در همین حال، واردات نفت از عربستان سعودی بیش از ۳۶ درصد افزایش یافته تا کاهش خرید از ایران را جبران کند. واردات نفت ژاپن از عربستان به ۱٫۳۸ میلیون بشکه در روز رسیده‌است.

### کره جنوبی
در ۲۶ ژوئن ۲۰۱۲، کره جنوبی که پیشتر حدود ۹ درصد نفت خود را از ایران وارد می‌کرد اعلام کرد که با آغاز تحریم‌های اروپا از یکم ژوئیه، واردات نفت از ایران را متوقف می‌کند.

### هند
هند از خریداران عمده نفت ایران در آسیا است و تحریم‌های آمریکا فشار زیادی بر این کشور برای کم کردن از خرید نفت خود از ایران وارد آورده و این کشور تاکنون بارها عدم توانایی خود در کاهش شدید از وابستگی اش به نفت ایران و درخواستش از ایالات متحده برای معافیت هند از تحریم‌ها را عنوان کرده‌است.

### چین
واردات نفت چین از ایران در ماه فوریه سال ۲۰۱۲ به میزان ۴۵٪ نسبت به ماه گذشته افت داشته‌است. این در حالی است که کل واردات نفت خام چین در ماه فوریه نسبت به ژانویه به میزان ۷٪ افزایش داشته‌است. چین واردات نفت خود را در ماه مارس ۲۰۱۲ نسبت به زمان مشابه در سال قبل به نصف کاهش داد، و واردات نفت از کشورهایی چون ونزوئلا را تا ۶۰ درصد افزایش داد.
روز یکشنبه ۲۲ دی استیون منوچین، وزیر خزانه‌داری ایالات متحده آمریکا، گفت شرکت‌های دولتی چین خرید نفت از ایران را کلاً متوقف کرده‌اند و آمریکا در حال مذاکره با چین است تا جلوی صادرات نفت ایران به چین، به‌صورت کامل گرفته شود.
در فوریه ۲۰۲۳ دویچه وله طی گزارشی در مورد افزایش صادرات نفت ایران به یک میلیون بشکه در روز مدعی شد فشار بر ایران برای واشینگتن هزینه دیپلماتیک دارد و در نهایت منجر به افزایش قیمت نفت خواهد شد. دویچه وله مقصد نهایی صادرات نفت ایران را چین اعلام کرده است.

### سریلانکا
سریلانکا نزدیک به ۹۰ درصد از نفت مورد نیاز خود را از ایران تأمین می‌کرد و پالایشگاه‌های این کشور تنها توان پالایش نفت‌هایی با کیفیت نفت ایران را دارند. این کشور پس از آغاز تحریم‌های نفتی با مشکل پرداخت پول به ایران مواجه شد و گفتگوهایی را با عراق و عربستان برای خرید نفت از این کشورها ترتیب داد و اعلام کرد که تا دهم فروردین ۱۳۹۱ خورشیدی (۲۹ مارس ۲۰۱۲ میلادی) واردات نفت خود از ایران را متوقف خواهد کرد.

### آفریقای جنوبی
در ۲۲ مارس ۲۰۱۲، وزارت امور خارجه آفریقای جنوبی اعلام کرد که «اگرچه با تحریم نفتی ایران موافق نیست،» اما واردات نفت خود از ایران را متوقف کرده‌است. این در حالی است که شرکت‌های آفریقای جنوبی، از جمله ام‌تی‌ان، پیشتر برای انتقال دارایی‌هایشان از ایران با مشکل مواجه شده بودند.

### مالزی
به گفته خبرگزاری رویترز در ۲۳ مارس ۲۰۱۲، شرکت ملی نفت مالزی، پتروناس، همه واردات نفت خود از ایران از ماه آوریل به بعد را به حالت تعلیق درآورد. این شرکت روزانه ۵۰ تا ۶۰ هزار بشکه نفت از ایران خریداری می‌کرد که نزدیک به ۱۴٪ از واردات نفتی این کشور بود.

### دیگر کشورها
ترکیه تا پیش از آغاز روند تحریم‌ها نزدیک به یک سوم نفت مورد نیاز خود را از ایران وارد می‌کرد. این کشور زیر فشارها میزان واردات خود را تا ماه آوریل ۲۰۱۲، ۲۰ درصد کاهش داد. کشورهایی چون اوروگوئه و پاراگوئه نیز پیشنهاد کرده‌اند تا پرداخت بدهی‌های نفتی خود را از راه صادرات کالاهایی چون برنج، پشم، و چوب به ایران انجام دهند.

## واکنش ایران
تحریم بانک مرکزی ایران، که واسطه اصلی دریافت پول به دست آمده از فروش نفت این کشور است، واکنش‌های گوناگونی به همراه داشت. محمود بهمنی، رئیس وقت این بانک، پس از امضای قانون تحریم بانک مرکزی توسط باراک اوباما این کار را «خنده‌آور» توصیف کرد.
در اسفند ماه ۱۳۹۰ و در پی افشای مفاد قراردادی نفتی میان ایران و چین در تارنمای بازتاب امروز، این تارنما فیلتر شد. بر پایهٔ گزارش این تارنما، قراردادی بسته شده با چین در سال ۲۰۰۹ میلادی عنوان می‌کند که ۲۵ میلیارد دلار از پول نفت ایران در بانک‌های چین نگهداری شود تا پشتوانه فروش کالاهای چینی به ایران و گشودن اعتبار اسنادی برای این کشور باشد.
بنا بر گزارش‌ها در ماه آوریل سال ۲۰۱۲، تعداد ۱۴ عدد از کل ۲۵ نفتکش ایران در حالی که پر از نفت بودند، به دلیل نبود مشتری توانایی حرکت نداشته و در بندر جزیره جزیره خارک پهلو گرفتند.
تحریم‌های نفتی و کاهش درآمدهای ارزی ایران در کنار جلوگیری از دسترسی این کشور به درآمد به دست آمده از فروش نفت باعث شد که بعضی نمایندگان مجلس ایران نسبت به ایجاد طرحی همانند نفت در برابر غذا در عراق در هنگام فرمانروایی صدام حسین هشدار دهند.
به عقیده کارشناسان، گسترش تحریم ها به ایجاد ناوگان های جداگانه و بازارهای جداگانه موازی منجر شده است.

### تحریم متقابل
در تاریخ ۳۰ بهمن ۱۳۹۰ و در پاسخ به مصوبه اتحادیه اروپا مبنی بر تحریم نفت ایران در دوره شش‌ماهه، رستم قاسمی وزیر نفت ایران دستور داد صادرات نفت ایران به دو کشور انگلستان و فرانسه قطع شود.
این در حالی است که برخی کارشناسان معتقدند شرکت‌های توتال و بریتیش پترولیوم پیش از این واردات نفت خود از ایران را قطع کرده بودند و چنین تصمیمی بیشتر جنبه سیاسی دارد.
در فروردین ماه نیز با پایان یافتن قرارداد پالایشگاه‌های یونان، اسپانیا و آلمان، و عدم انعقاد قرارداد طولانی مدت از سوی ایشان با شرکت نفت؛ ایران صادرات نفت خود به این کشورها را نیز قطع کرد. پس از گفتگوهای مقدماتی میان ایران و گروه ۵+۱ در ماه آوریل در استانبول، رستم قاسمی عنوان کرد که ایران در گفتگوهای اصلی در بغداد خواهان برداشته شدن تحریم‌ها از سوی اروپاییان خواهد شد و در غیر این صورت صادرات نفت خود به اروپا را متوقف می‌کند.
سفیر ایران در کره جنوبی در واکنش به تصمیم این کشور در قطع واردات نفت از ایران هشدار داد ممکن است واردات محصولات کره‌ای از سوی ایران تحریم شود.

### تهدید به بستن تنگه

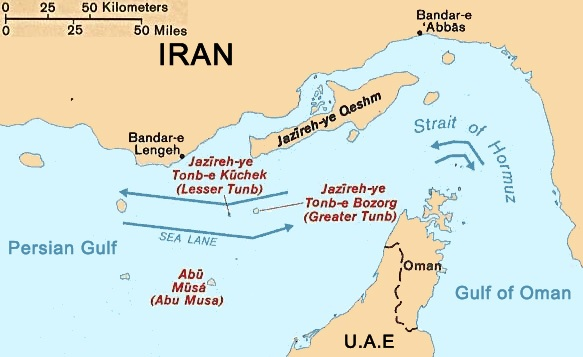
نگرانی از امنیت تنگه هرمز باعث بالا رفتن مقطعی قیمت جهانی نفت شد

مسوولان ایرانی بارها تهدید به بستن تنگه هرمز در صورت تحریم نفت ایران از سوی کشورهای غربی یا اختلال در صادرات آن کرده‌اند. به گفته محمدرضا رحیمی، معاون رئیس‌جمهور ایران، در ۲۷ دسامبر ۲۰۱۱:
اگر نفت ایران تحریم شود، حتی یک قطره نفت از تنگه هرمز نخواهد گذشت.

## واکنش بازار

### تأثیر بر قیمت جهانی نفت
تهدیدهای ایران مبنی بربستن تنگه هرمز و نیز نگرانی از وقوع درگیری بر افزایش قیمت جهانی نفت تأثیر داشته‌اند. با این حال این تأثیرات کوتاه مدت بودند و «اطمینان از حضور نظامی سنگین آمریکا در منطقه» مانع از افزایش شدید بهای این کالا به دلیل تهدیدهای ایران شد.
در پی اعلام خبر کاهش قابل توجه صادرات نفت ایران در ماه مارس ۲۰۱۲، قیمت‌های جهانی با افزایش ناگهانی مواجه شد.

### اوپک و کشورهای عضو
تولید نفت اوپک در ماه مارس سال ۲۰۱۲ به بالاترین میزان خود در سه سال گذشته رسید. متوسط تولید نفت اوپک در این ماه به ۳۱٫۲۶ میلیون بشکه در روز رسید. این افزایش تولید با وجود کاهش تولید ایران بوده‌است. این میزان تولید اوپک، بسیار بیشتر از مقدار رسمی ۳۰ میلیون بشکه‌ای است که پیش‌تر در جلسه اوپک به تصویب رسیده بود.
با افزایش تحریم‌ها علیه ایران و گسترش آن به صنعت کشتی‌رانی، تولید نفت این کشور کاهش قابل ملاحظه‌ای را تجربه کرد. در ماه اوت ۲۰۱۲ اوپک با تأیید پیشی‌گرفتن عراق از ایران در زمینه تولید نفت، اعلام کرد که ایران نسبت به ماه ژوئیه پیش از آن ۱۱۷ هزار بشکه نفت کمتر تولید کرده‌است و تولید روزانه آن به ۲ میلیون و ۸۱۷ هزار بشکه سقوط کرده.

#### عربستان سعودی
عربستان سعودی بزرگترین تولیدکننده در سازمان اوپک است که بارها آمادگی خود برای بالا بردن تولیدش در صورتی که نفت ایران از بازار جهانی حذف شود را اعلام کرده. با افزایش بهای نفت در ماه فوریه ۲۰۱۲، عربستان در چند نوبت افزایش ناگهانی در تولید خود پدیدآورد.
پیش از این و در نوامبر سال ۲۰۱۱ نیز، عربستان سعودی به رکورد بیشترین میزان استخراج ماهانه نفت خام در سه دهه گذشته دست یافته بود.
در همین حال علی النعیمی وزیر نفت عربستان سعودی مدعی شد کشور متبوعش توانایی افزایش ۲۵ درصدی نفت خود را نسبت به میزان فعلی دارد. وی در واکنش به تهدید ایران در بستن تنگه هرمز گفت:
اگر شما باور می‌کنید که تنگه هرمز بسته خواهد شد، من نیز ساختمان امپایر استیت یا اهرام مصر را به شما می‌فروشم

#### عراق
دولت عراق برنامه‌های جامعی برای افزایش تولید نفت خود در چند سال آینده دارد. با توجه به مشابهت کیفیت و ترکیبات نفت ایران و عراق و حتی وجود میدان‌های مشترک بین دو کشور؛ تحریم نفت ایران فرصت مناسبی برای عراق خواهد بود تا نفت خود را جایگزین نفت ایران در بازار کند. در ماه فوریه سال جاری، تولید نفت عراق به بالاترین میزان خود از سال ۱۹۷۹ رسید و از مرز سه میلیون بشکه در روز گذر کرد. وزارت انرژی دولت عراق در نظر دارد صادرات نفت خود را تا پایان سال جاری به ۲٫۶ میلیون بشکه در روز برساند. دولت عراق از سال ۲۰۰۳ تاکنون ۱۵ اجازه‌نامه حفاری به شرکت‌های خارجی داده‌است و در نظر دارد دور جدیدی از اعطای مجوزهای حفاری را در ماه مه انجام دهد.
تولید نفت عراق در ماه ژوئن از ایران پیشی گرفت. عراق در این ماه با تولید روزانه نزدیک به سه میلیون بشکه برای اولین بار پس از پایان جنگ دو کشور، از همسایه شرقی خود پیش افتاد.

### کشورهای غیر عضو

#### ایالات متحده آمریکا
در سال ۲۰۱۱ و برای اولین بار پس از سال ۱۹۴۹ آمریکا به صادرکننده فراورده‌های نفتی تبدیل شد.
در نیمه اول سال ۲۰۱۲ نیز با کشف سفره‌های نفتی جدید در ایالات متحده، میزان ذخایر تثبیت شده نفت در آمریکا به بالاترین رقم در ۲۲ سال گذشته خود رسید.

#### روسیه
با عملی شدن تحریم اتحادیه اروپا از تاریخ اول ژوئیه ۲۰۱۲ بسیاری از مشتریان اروپایی نفت ایران به سمت بازار نفت سنگین اورال هجوم برده‌اند. تشابه نوع نفت اورال با نفت سنگین ایران، و دور بودن آن از محدوده پرخطر خلیج فارس آن را برای مشتریان اروپایی به گزینه‌ای جذاب تبدیل کرده‌است.

## تأسیسات نفتی ایران
در پی تحریم‌های آمریکا دستکم یک چهارم سکوهای نفتی ایران از حوزه فعالیت خارج شده‌است. رویترز در گزارشی می‌گوید برخی از سکوهای نفتی ایران به دلیل کهنه بودن قابل تعمیر نیست.